# Chrám svatého Serafima Sarovského (Bardejov)
Pravoslavný chrám ctihodného Serafima Sarovského je pravoslavný chrám v Bardejově v ulici Pod Vinbargom. Zasvěcený je přepodobnému Serafimovi Sarovskému (1759–1833).
Chrám byl budován v letech 1991–2006. Vysvěcen byl 30. července 2006. Dělí se na vrchní a spodní chrám. Vrchní je zasvěcen sv. Serafimovi Sarovskému, spodní sv. apoštolům Petrovi a Pavlovi. Náboženská obec při chrámu je součástí Bardejovského arciděkanátu Pravoslavné církve.